# Menaforia rufa
Menaforia rufa är en stekelart som beskrevs av André Seyrig 1952. Menaforia rufa ingår i släktet Menaforia och familjen brokparasitsteklar. Inga underarter finns listade i Catalogue of Life.